# Charles Platon
Charles Platon (Pujols (Gironde), 19 de septiembre de 1886 – Valojoulx (Dordoña), 28 de agosto de 1944) fue un almirante y político francés. Ministro de las Colonias en el gobierno de Vichy de 1940 a 1943, hostil a De Gaulle, murió ejecutado por un comando de guerrillas FTP para la colaboración con la Alemania nazi.